# A Kappa Mikey epizódjainak listája
A Kappa Mikey amerikai anime stílusú rajzfilmsorozat, ami 2006. február 25. és 2008. szeptember 20. között futott a Nicktoons csatornán. Magyarországon 2006. novembere és 2010. február 15. között adta a Nickelodeon. Bár a rajzfilm amerikai, Japánban játszódik és anime szereplők vannak benne.(Kivéve Mikey-t).
A sorozatnak két évada készült, közte egy két részes különkiadással, a "The Karaoke Episode"-dal. Magyarországon kihagyták az 1. részt és a 14-nek illesztették be. A 13. rész pedig az 5., a 12. rész pedig a 8., illetve a 21. rész a 15.lett a magyar vetítési sorrendben.

## Évados áttekintés
| Évad | Évad | Epizódok | Eredeti sugárzás | Eredeti sugárzás     |
| Évad | Évad | Epizódok | Évadpremier      | Évadzárás            |
| ---- | ---- | -------- | ---------------- | -------------------- |
|      | 1    | 26       | 2006. január 6.  | 2007. április 28.    |
|      | 2    | 26       | 2007. június 9.  | 2008. szeptember 20. |

## Epizódok

### 1. évad
| #  | Magyar cím                         | Eredeti cím                      | Leírás | Eredeti Bemutató    |
| 1  | Az elveszett pilóta                | The Lost Pilot                   | A LilyMu című animesorozatba szereplőt keresnek de, nem találtak megfelelőt. Eközben Amerikában Mikey Simon színész akar lenni, de nem jelölték egy szerepre. Mikey az utcán talál egy kaparós sorsjegyet, így szerepet kapott a LilyMu-ba Érdekesség: Magyarországon ezt a részt a 14.-ként sugározták.              | 2006. január 6.     |
| 2  | A csere                            | The Switch                       | Mikey szeretne egy szobát a LilyMu toronyban, de mivel nem volt kiadó szoba, ezért Lilyhez és Mitsukihoz költözik. Eközben Gonard és Guano egy rájuk akadt bilinccsel küzdenek. | 2006. február 25.   |
| 3  | Mikey Impossible                   | Mikey Impossible                 | Ozu elutazik nyaralni, de eközben Mikey játszadozik egy karddal és levágja Ozu bonszájfáját. | 2006. február 25.   |
| 4  | Bolondok hajója                    | Ship of Fools                    | Kijött a boltokban az új LilyMu videójáték, amit Mikey mindenáron meg akar szerezni. Miután nem sikerült a kalózkiadást kell megvennie, azonban nem olvasta a szerződésben foglaltakat. Eközben Lily és Mitsuki találkoznak egy másik Mikey-val aki Lilynek bejön, Mitsukinak nem.                                    | 2006. március 4.    |
| 5  |                                    | Saving Face                      | Mikeynak egy nagy ragya nő a képén, amit egy paparazzi Szaftos Muki lekap. Hogy ne hozza nyilvánosságra, pár szaftos képet kér cserébe a többiekről. Eközben Lilynek leesik a népszerűsége Socky, a zokni miatt. | 2006. március 11.   |
| 6  |                                    | The Fugi-Kid                     | Ozuék kapnak egy láthatatlanná tevő köpenyt amit, Mikey meg akar szerezni egy kicsit. Miután ellopta és visszahozta, egy rabló elvitte. | 2006. március 11.   |
| 7  | Mikeynak tetszik                   | Mikey Likes It                   | Mikey véletlenül a hulladékgyűjtőbe dobja Mitsuki fényképalbumát, amiből eltűnnek a képek. Mikey újra akarja készíteni a fotókat. Eközben Ozu össze akarja hozni Gonardot és Lilyt. | 2006. március 25.   |
| 8  | Könnyen jött, könnyen Gonard       | Easy Come, Easy Gonard           | A LilyMu stábja kap fizetést, ezért elmennek a Tatami plázába bevásárolni. Miután Mikey mindenkinek játékokat osztogat, Mr.Tatami határidőt ad, hogy Mikey fizesse a tartozását vagy a Tatami plázába zárják. | 2006. május 27.     |
| 9  | LilyMiáú                           | LilyMeow                         | Mikey talál egy elveszett kiscicát, akit Kellonak keresztel. Miután Kello-t mindenki megkedveli, Ozu kirúgja az egész stábot (Guano kivételével) és megpróbálják tönkretenni a macska hírnevét. | 2006. június 3.     |
| 10 | Viharoshomon                       | Splashomon                       | Ozu összehívja a stábot hogy bemutassa a Jáde tigrishalát. Azonban a hal hirtelen eltűnik. | 2006. augusztus 27. |
| 11 | A jó, a rossz, és a Mikey          | The Good, the Bad, and the Mikey | Mikey úgy dönt hogy rossz lesz, amikor kedvenc szuperhőse Lenyűgöző kapitány visszavonul, mert túl jó volt. Eközben Lily kinyomozza ki Mitsuki titkos szerelme. | 2006. június 8.     |
| 12 |                                    | Sumo Of All Fears                | Mikey és Guano elmennek Sumo edzésre, azonban miután Mikey kiütötte a Yokozunát, mindenki ki akarja őt hívni. Eközben Gonardot eltalálja a teniszlabda és sérültnek tetteti magát. | 2006. augusztus 5.  |
| 13 | Elveszve Tokióban                  | Lost in Transportation           | Mikeynak nincs helye a LilyMu járgányban, ezért egyedül megy el egy fiú szülinapi bulijára. Azonban eltéved és egy motorosbandánál köt ki. Eközben a többiek megérkeznek a szülinapi zsúrra, de a fiú már ideges lesz, mert Mikey-t akarja látni.                                                                     | 2006. augusztus 20. |
| 14 | Nagy zűr, kis Tokióban             | Big Trouble in Little Tokyo      | Miután Mikey-ék a lifttel utaznak, véletlenül rábukkannak a titkos emeletre, ahol egy gonosz professzor és segédje él, akik megnövesztették Guanót | 2006. szeptember 3. |
| 15 |                                    | The Phantom of the Soundstage    | | 2006. október 28.   |
| 16 |                                    | Battle of the Bands              | A stáb megtalálja a használt hangszereket és megpróbálnak zenélni. Nagyon rosszul játszottak, viszont amikor Ozu meghallotta Mikey csengőhangját, azt hitte ők játszanak, így létrehozták a LilyMu zenekart. Azonban Ori és Yori megvádolják őket a csalással és kihívják Mikeyékat egy bandaháborúra.                | 2006. november 26.  |
| 17 |                                    | La Cage Aux Mikey                | Mikey hazudik egy Clevelandi újságírónak az életéről és a barátairól. Azonban Mikey szülei ezt hallva látogatást akarnak tenni nála. Eközben Ozu és Bólogató Yukata golfozni akarnak. | 2006. november 19.  |
| 18 | A valóság fáj                      | Reality Bites                    | Ozu rendez a LilyMu stábjával egy valóságshow-t. | 2006. december 3.   |
| 19 |                                    | A Christmas Mikey                | | 2006. december 7.   |
| 20 |                                    | With Fans Like These             | | 2007. február 17.   |
| 21 | A nagy Bratyozu                    | Big Brozu                        | Ozuhoz jön a nagytestvére Bratyozu, aki meg akarja változtatni az egész LilyMu céget és Mikey-t teszi meg producernek, de a fejébe száll a hatalom. | 2007. február 19.   |
| 22 | Az ember, aki Mikey szeretne lenni | The Man Who Would Be Mikey       | Mikey-nak sikerül kihúznia egy kőből egy kardot, ami nem is akármilyen kard, egy csodakard. Emiatt azonban mindenki lógni akar vele, viszont a kard kihúzásával felébresztette a sárkányt. | 2007. március 3.    |
| 23 | O-Ó Guano                          | Uh Oh Guano                      | Ozu bejelenti, hogy a LilyMu-t más országokban is fogják sugározni. Mikey viszont meglepve tapasztalja hogy Amerikában átszerkesztették a sorozatot, Guano lett a főszereplő. Eközben Lilynek Gonardnak és Mitsukinak lesz egy szolgája Sergu, aki mindent megtesz ha ülep pénzt fizetnek érte (Buttstonia pénzneme). | 2007. március 24.   |
| 24 |                                    | Like Ozu Like Son                | Mindenki elfeledkezik Mikey szülinapjáról, ezért a stáb egy bulit rendez neki. Azonban ez sem vidítja fel, ezért Ozu fia lesz egy hétvégére. Hajókázni mennek, ami azonban katasztrófába fullad. Eközben Gonard és Guano felnevelnek egy madárfiókát.                                                                 | 2007. április 7.    |
| 25 |                                    | La Femme Mitsuki                 | Kiderült hogy Mitsuki a színészkedés előtt kém volt. Egy titkos ügynök rá akarja venni hogy térjen vissza a régi életéhez. Eközben Gonard találkozik egy hippivel, aki arra inspirálja őt, hogy ő is az legyen. | 2007. április 21.   |
| 26 |                                    | The Oni Express                  | Mikey felfedez egy titkos társaságot az Onit, ahol Mikey is tag akar lenni, azonban megszegi az egyik szabályt. Eközben Bólogató Yukata eltűnik, így Guano lesz a helyettese. | 2007. április 28.   |

### 2. évad
| #            | Magyar cím | Eredeti cím           | Leírás | Eredeti Bemutató     |
| 27(1)        |            | Camp!                 |        | 2007. június 9.      |
| 28(2)        |            | The Bracemaster       |        | 2007. június 10.     |
| 29(3)        |            | Hog Day Afternoon     |        | 2007. június 16.     |
| 30(4)        |            | Mikey At The Bat      |        | 2007. június 24.     |
| 31(5)        |            | Free Squiddy          |        | 2007. július 7.      |
| 32(6)        |            | Go Nard Hunting       |        | 2007. július 15.     |
| 33(7)        |            | Mikey, Kappa          |        | 2007. augusztus 8.   |
| 34(8)        |            | Script Assassin       |        | 2007. augusztus 12.  |
| 35(9)        |            | Mitsuki Vanishes      |        | 2007. augusztus 19.  |
| 36(10)       |            | The Masked Tanuki     |        | 2007. augusztus 26.  |
| 37(11)       |            | Back To School        |        | 2007. szeptember 2.  |
| 38(12)       |            | Manic Monday          |        | 2007. szeptember 3.  |
| 39(13)       |            | Mikey's Place         |        | 2007. szeptember 16. |
| 40(14)       |            | LilyBoo               |        | 2007. október 28.    |
| 41(15)       |            | Night of the Werepuff |        | 2007. október 28.    |
| 42-43(16-17) |            | The Karaoke Episode   |        | 2008. február 16.    |
| 44(18)       |            | Mikey's Memoirs       |        | 2008. február 17.    |
| 45(19)       |            | Seven From LilyMu     |        | 2008. február 24.    |
| 46(20)       |            | Mikey and the Pauper  |        | 2008. március 2.     |
| 47(21)       |            | The Clip Show         |        | 2008. március 9.     |
| 48(22)       |            | Tin Putt              |        | 2008. március 16.    |
| 49(23)       |            | Live LilyMu           |        | 2008. március 30.    |
| 50(24)       |            | Mitsuki Butterfly     |        | 2008. szeptember 6.  |
| 51(25)       |            | Fashion Frenzy        |        | 2008. szeptember 6.  |
| 52(26)       |            | The Wizard of Ozu     |        | 2008. szeptember 20. |